# Sørlandets Kunstmuseum
Sørlandets Kunstmuseum ligger i centrum af Kristiansand i Norge i lokaler som frem til 1970 rummet Kristiansand Katedralskole. Museet er en institution, og det blev oprettet i 1995, med Aust-Agder og Vest-Agder fylker som initiativtagere sammen med Kristiansand kommune og Christiansands Billedgalleri. Museet arbejder med både kunst og håndværk.
Museet driver med omfattende kunst aktiviteter som omfatter udstillinger af den permanente samling, midlertidige nutidige kunstudstillinger og rejseudstillinger til skoler og børnehaver.
Fonden vil arbejde for at skabe interesse, bevidsthed og kompetencer i forhold til billedkunst, kunsthåndværk og andre visuelle udtryksformer.
Museets samlinger er baseret på kunst, der tilhørte Christiansands Billedgalleri.